# Albéric Magnard
Albéric Magnard (Parigi, 9 giugno 1865 – Baron, 3 settembre 1914) è stato un compositore francese.

## Biografia

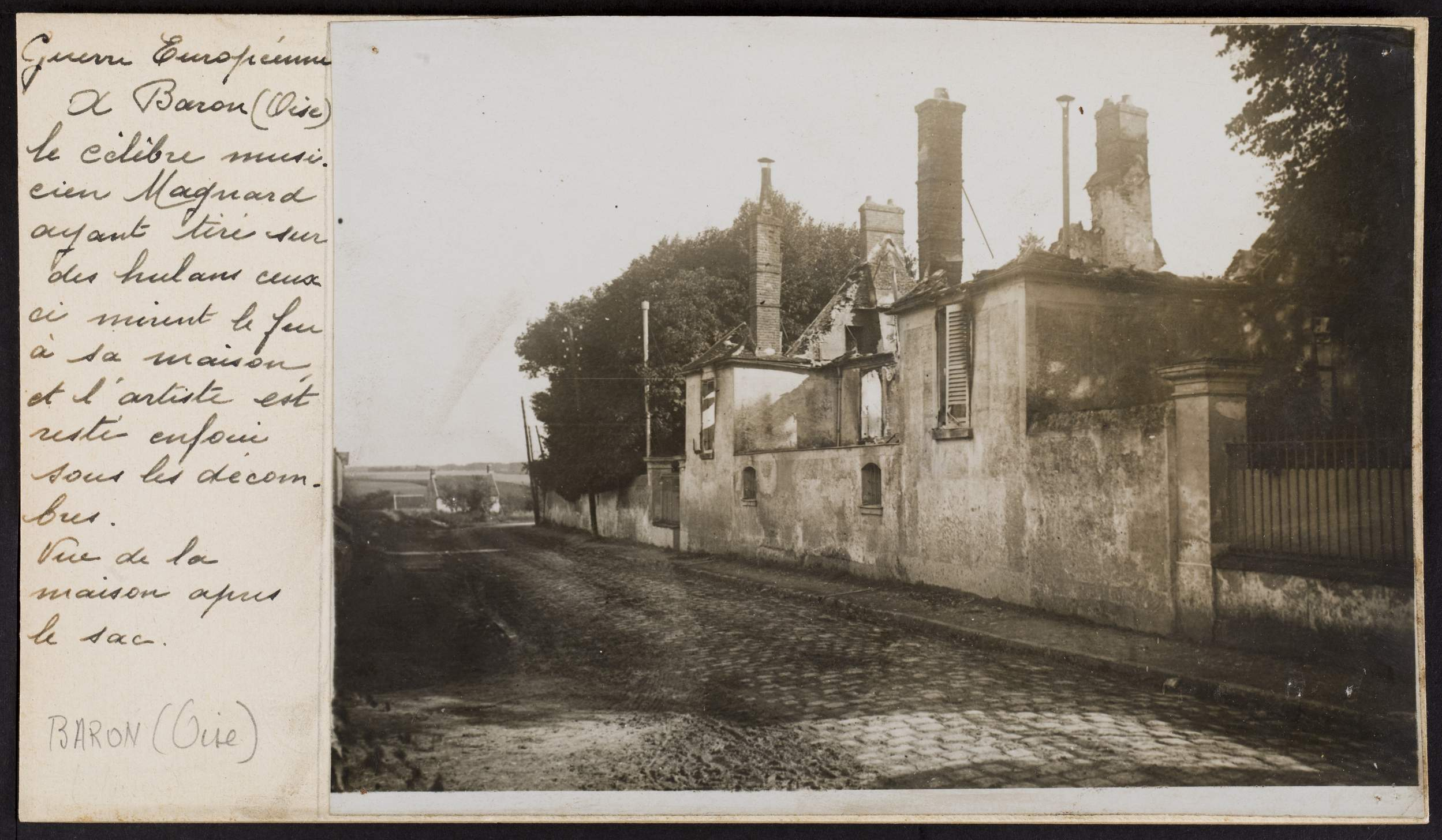
Resti della casa a Baron (Oise), dove Magnard morì a causa dell'incendio eseguito dai soldati tedeschi.

Figlio di Francis Magnard (1837-1894), caporedattore di Le Figaro, e di Émilie Bauduer (1837-1869), Magnard perse sua madre all'età di quattro anni. Suo padre si risposò con Olympe Broye.
Studiò legge prima di entrare nel Conservatorio di Parigi (1886), dopo aver visto una rappresentazione di Tristano e Isotta a Bayreuth.
Al conservatorio ebbe come insegnanti Jules Massenet e Théodore Dubois. Privatamente prese lezioni per quattro anni anche da Vincent d'Indy, con il quale strinse amicizia nonostante le divergenti opinioni politiche e religiose.
Ebbe una vita solitaria e isolata, impegnandosi totalmente alla composizione.
Il 15 febbraio 1896, sposò Julia Maria Créton a Parigi, con la quale ebbe due figlieː Eve (1901-1980) e Ondine (1904-1968). 
Ha dedicato a sua moglie il suo Hymne à Vénus. Lo stesso anno compose la sua terza, e più famosa, sinfonia, e cominciò a insegnare contrappunto alla Schola Cantorum, fondata a Parigi nel 1894 da Bordes, Guilmant e Indy.
All'inizio della prima guerra mondiale, nel 1914, Magnard mandò la moglie e le due figlie in una località sicura, mentre egli rimase a sorvegliare la sua residenza "de Fontaines" a Baron, dipartimento della Oise. Quando i soldati tedeschi violarono la residenza, egli sparò, uccidendo uno di loro, che risposero al fuoco e diedero la residenza alle fiamme. Il suo corpo non fu identificato nei resti dell'incendio. Questo distrusse le opere di Magnard non ancora pubblicate.
La vita di Magnard fu contraddistinta da numerosi impegni: dedicò la sua quarta sinfonia a un'organizzazione femminista e si dimise dall'esercito come Dreyfusard dopo aver scritto il suo inno alla giustizia a sostegno del capitano Dreyfus.
Tra le sue ventuno composizioni, si annoverano: quattro sinfonie; una suite in stile antico; Chant funèbre (1895) dedicato alla memoria del padre; Ouverture, Hymne à la Justice; le opere teatrali Yolande (1892), Guercoeur (1900), Bérénice (1909); musica da camera; una sonata per violino e pianoforte, una sonata per violoncello, un pianoforte trio, un quartetto d'archi, un quintetto per pianoforte e fiati; liriche vocali da camera.

## Opere principali

### Opere sinfoniche
- Suite dans le style ancien op. 2, (1889);
- Symphonie n°1 op. 4, (1889);
- Symphonie n°2 op. 6, (1892);
- Chant funèbre op. 9, (1895);
- Ouverture op. 10, (1895);
- Symphonie n°3 op. 11, (1896);
- Hymne à la justice op. 14, (1902);
- Hymne à Vénus op. 17, (1904);
- Symphonie n°4 op. 21 (1913).

### Opere liriche
- Yolande op. 5, (1892);
- Guercœur op. 12, (1900);
- Bérénice op. 19, (1909).

### Musica da camera
- Quintette pour flûte, clarinette, hautbois, basson et piano, in re minore op. 8, (1894);
- Sonate pour violon et piano, in sol maggiore op. 13, (1901);
- Quatuor à cordes en mi mineur op. 16, (1903);
- Trio avec piano en fa majeur op. 18, (1904);
- Sonate pour violoncelle et piano en la majeur op. 20, (1911);

### Musica per pianoforte
- En Dieu mon espérance et mon épée pour ma défense, (1889);
- Trois pièces pour piano op. 1; (1891);
- Promenades op. 7, (1893).